# Chaves (Pará)
Pour les articles homonymes, voir Chaves.
Chaves est une municipalité de la microrégion de l'Arari, sur l'île de Marajó (État du Pará, Brésil). Elle s'étend sur 12 534,995 km2 et en 2021 sa population était estimée à 24 175 hab..

## Histoire
Chaves est à l'origine un village (aldeia) du peuple indigène Aruana, où les Capucins de la province de Santo Antônio fondent une mission pour évangéliser la population.
La municipalité est créée en 1755. En 1758, le gouverneur de la capitainerie du Grão-Pará (pt), Francisco Xavier de Mendonça Furtado, la transforme en vila, qui devient un centre militaire au XIXe siècle. Elle est rebaptisée Equador (« Équateur ») en 1833, mais retrouve son nom Chaves en 1844.
La comarque de Chaves est créée en 1889, pendant la Première république. En 1891, la vila est élevée au rang de ville (cidade).

## Géographie
La municipalité est située au nord du Brésil, à 0° 09' 36" de latitude sud et 49° 59' 18" de longitude ouest, à une altitude de 6 m.
Le siège de la municipalité est situé sur les rives de l'Amazone. L'accès se fait par voie fluviale et aérienne, grâce à un quai pour l'amarrage des bateaux et une petite piste d'atterrissage. Jusqu'en 2000 il n'y avait pas d'embarcadère, les voyageurs devaient marcher dans l'eau pour rejoindre la plage ou le bateau.